# Pagosvenator
Pagosvenator es un género extinto de erpetosúquidos del Triásico medio-tardío de Brasil. La especie tipo, Pagosvenator candelariensis, fue descrita en 2018.
 Pagosvenator  es un género brasileño que se ha aliado con los  ornithosuchids antes de recibir una descripción formal en 2018. A pesar de ser conocido por un cráneo y algunas vértebras y osteodermos, comparte similitudes con varios erpetosúquidos. Aunque su descripción solo la comparó con  Erpetosuchus  y  Parringtonia , su asignación a esta familia sí tiene cierto respaldo. Comparte algunos rasgos con estos otros géneros, como los dientes maxilares solo en la parte frontal de la boca y una porción del maxilar debajo del lagrimal que es más larga que la longitud.
- Datos: Q55391838
- Especies: Pagosvenator